# Clistoabdominalis monas
Clistoabdominalis monas är en tvåvingeart som först beskrevs av Perkins 1905.  Clistoabdominalis monas ingår i släktet Clistoabdominalis och familjen ögonflugor. Inga underarter finns listade i Catalogue of Life.